# Harry Welfare
Henry Welfare, detto Harry (Liverpool, 20 agosto 1888 – Angra dos Reis, 1º settembre 1966), è stato un calciatore e allenatore di calcio inglese, di ruolo attaccante.

## Caratteristiche tecniche
Attaccante dal fisico imponente e dalle buone doti tecniche, si mise in mostra per le doti realizzative.

## Carriera

### Giocatore
Debuttò con il Liverpool il 15 febbraio 1913 contro lo Sheffield Wednesday, e segnò un gol contro il Derby County ad Anfield Road il 1º marzo dello stesso anno. Una volta trovata un'opportunità lavorativa come insegnante di lingua inglese a Rio de Janeiro, partì per il Brasile. Stabilitosi nella città carioca, si legò al locale club calcistico del Fluminense: ne divenne presto un elemento importante, classificandosi per cinque volte al primo posto nella graduatoria dei marcatori del campionato Carioca (l'unico che allora si giocava nello Stato) e attestandosi sulla media-gol di 0,98, la più alta della storia della società. Nel 1924 lasciò il calcio agonistico, dopo la vittoria del quinto trofeo statale.

### Allenatore
Fu il tecnico di un'altra società di Rio, il Vasco da Gama, in due occasioni: nella prima guidò il club nell'arco di un decennio (1928-1937), venendo infine sostituito da Floriano Peixoto. Nella seconda, fu l'allenatore nella stagione 1940.

## Palmarès

### Giocatore

#### Club

##### Competizioni nazionali
- Campionato Carioca: 4

Fluminense: 1917, 1918, 1919, 1924

#### Individuale
- Capocannoniere del Campionato Carioca: 5

1914 (8 gol), 1915 (16 gol), 1917 (18 gol), 1919 (22 gol), 1922 (8 gol)

### Allenatore

#### Club

##### Competizioni nazionali
- Campionato Carioca: 4

Vasco da Gama: 1929, 1934 (LCF), 1936 (FMD)